# Interstate Highways in Alaska

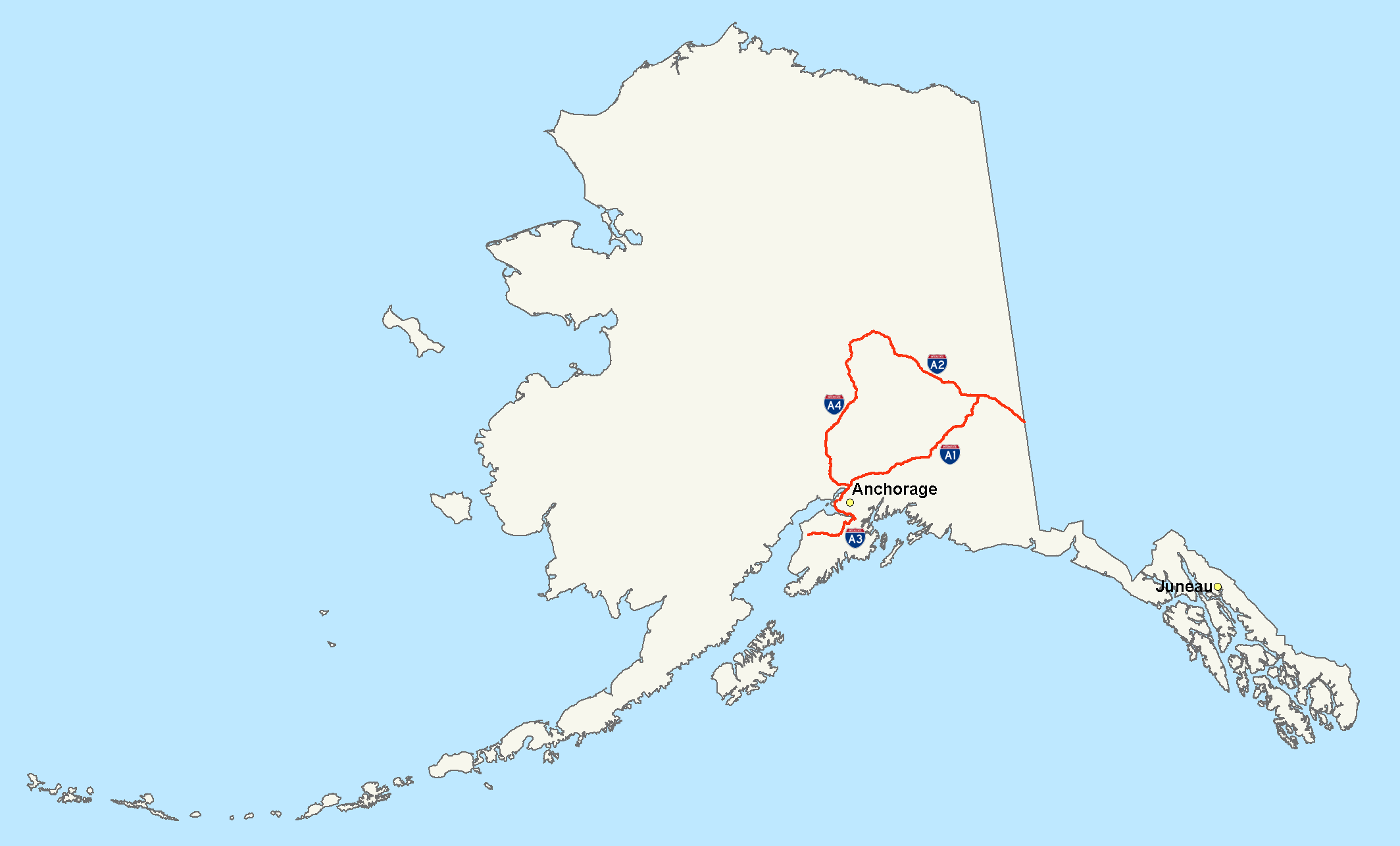
Kaart van de Interstates in Alaska.

Er zijn vier officiële Interstate Highways in Alaska. Deze interstate highways zijn niet rechtstreeks verbonden met andere highways in het vasteland van de Verenigde Staten, noch zijn ze uitgebouwd en aangelegd volgens de normen van andere interstate highways. De denominatie werd evenwel toegekend om toe te laten het onderhoud van deze wegen net als dat van andere interstate highways te kunnen financieren door de federale Amerikaanse regering. Deze wegen worden gevormd door de aaneenschakeling van meerdere Alaska Routes, een met nummer en naam benoemde belangrijke wegverbinding in de staat Alaska.

## Routes
| Route         | Lengte km | Lengte mi | van       | naar           | Bijnamen                                                         |
| ------------- | --------- | --------- | --------- | -------------- | ---------------------------------------------------------------- |
| Interstate A1 | 656,98    | 408,23    | Anchorage | Canadese grens | Glenn Highway, Richardson Highway, Tok Cut-Off en Alaska Highway |
| Interstate A2 | 325,38    | 202,18    | Tok       | Fairbanks      | Alaska Highway en Richardson Highway                             |
| Interstate A3 | 238,38    | 148,12    | Anchorage | Soldotna       | Seward Highway en Sterling Highway                               |
| Interstate A4 | 520,93    | 323,69    | Palmer    | Fairbanks      | George Parks Highway                                             |